# Echea
Enrique Martínez de Tejada y Echevarría (1884-1959), conocido por su seudónimo Echea, fue un dibujante español.

## Biografía
Nació en 1884 en Madrid. Sus dibujos y caricaturas habrían aparecido en publicaciones periódicas como El Duende, Gutiérrez, Buen Humor, Estampa, Crónica, La Traca, Mundo Gráfico, La Esfera, Blanco y Negro, Nuevo Mundo, Hoja Oficial del Lunes, ABC y La Voz.
De autoproclamada ideología «liberal», terminada la Guerra Civil fue procesado en Madrid por el juez militar Manuel Martínez Gargallo —antaño escritor y humorista, para quien había ilustrado varios cuentos— a causa de su labor como dibujante en la prensa de la zona republicana. El 19 de junio de 1939 ya estaba preso en un antiguo convento franciscano de la calle Duque de Sesto (una de las veintiuna cárceles provisionales abiertas en la capital), y el 31 de julio la Fiscalía del Ejército de Ocupación solicitaba la pena de muerte por el delito de «adhesión a la rebelión». Un consejo de guerra confirmó dicha petición mediante un procedimiento sumarísimo de urgencia (sumario 33 586), aunque el 4 de noviembre la condena a muerte fue conmutada; finalmente, el 26 de marzo de 1943 se rebajó la pena a veinte años de prisión. El 19 de septiembre del mismo año salía en libertad condicional.
En esa situación penitenciaria falleció en su ciudad natal en abril de 1959, y fue enterrado en el cementerio de la Almudena. La dictadura franquista dejaba extinguida la causa judicial dos meses después, el 18 de junio, aunque Echea siempre tuvo que ocultar en público su condena por parte del régimen.